# Demoiselle Framework
Demoiselle Framework é uma API Java para desenvolvimento de aplicações web de grande porte construída pelo Serpro.

## História
O Demoiselle Framework foi construído dentro do Serpro, em 2008, com vistas a uniformizar e fornecer uma plataforma mínima para o desenvolvimento de sistemas de grande porte. O nome foi dado pelo então Diretor-Presidente do Serpro, Marcos Mazoni, em referência ao avião Santos-Dumont Demoiselle, cujos planos foram divulgados publicamente por Santos Dumont para qualquer pessoa que se interessasse. Em 2009, durante o Consegi, o projeto foi oficialmente lançado.
Em 2011, durante o Consegi, o Demoiselle Framework foi lançado no portal do Portal do Software Público como software livre.
Em 21 de fevereiro de 2017 foi publicado Demoiselle 3, com uma arquitetura focada em microserviços e a possibilidade de integração de com microcontainers em sistemas operacionais prontos para a nuvem, além da modernização de toda a estrutura interna.

## Características técnicas
O pensamento fundamental do Demoiselle Framework é que a arquitetura de software, que resolve quatro problemas: ela dá uma estrutura básica, ela indica as tecnologias a serem adotadas, ela define padrões de implementação e ajuda nas decisões de projeto. Demoiselle Framework é um projeto de software livre, licenciado como LGPL v3.
É uma API Java para desenvolvimento de aplicações Web construída com os seguintes objetivos gerais:
- Padronizar o desenvolvimento de aplicações (com relação a construção de código);
- Gerar código reutilizável;
- Ser aberto e compartilhado;
- Permitir o desenvolvimento colaborativo;
- E possibilitar a integração de diferentes instituições e tecnologias.

Objetivos específicos:
- Prover uma arquitetura extensível por meio de componentes;
- Prover uma arquitetura de referência para aplicações Web JEE;
- Prover um mecanismo de integração entre camadas que as torne independentes;
- Prover um controle transacional transparente para o desenvolvedor;
- Prover utilitários de infraestrutura para aplicações Web;
- Prover um mecanismo de segurança utilizando certificados digitais para autenticação, criptografia e assinatura digital no padrão ICP-Brasil.

Demoiselle Framework orienta o desenvolvimento em camadas, baseando-se nos padrões de projeto MVC e J2EE.
A independência das camadas, possibilitada pela aplicação de Programação orientada a aspecto, permite que a camada de Visão (a interface gráfica do usuário), possa ser substituída pela disponibilização de serviços, reaproveitando toda a lógica do sistema.